# The Dogs of War
The Dogs of War is een boek uit 1974 van de Engelse schrijver Frederick Forsyth over huurlingen die, gesponsord door het bedrijfsleven, een coup in een West-Afrikaans land uitvoeren. Er verschenen drie Nederlandse vertalingen van dit boek: "De honden van de oorlog", in 1975, vertaald door Christopher Logue, de "De huurlingen", in 1984, door J.F. Niessen-Hossele en in 2003, "De Slaven van de Oorlog", door J.F. Niessen-Hossele.
Het boek beschrijft het lange proces van voorbereidingen, waarin "Cat" Shannon en zijn groep centraal staan. Hun opdrachtgever is een Britse mijnmagnaat, die op goedkope concessies hoopt. De huurlingen volgen echter een eigen agenda.
Voor de huurlingenleider zou Bob Denard model hebben gestaan.

## Het verhaal
Zangaro is een klein en straatarm land in West-Afrika. Er is in het achterland platina aangetroffen, en de Britse mijnmangnaat Sir James Manson is hier wel in geïnteresseerd. Zangaro wordt echter geleid door de marxist Jean Kimba, die wordt gesteund door de Russen en het platina hoogstwaarschijnlijk aan de Sovjet-Unie zou verkopen. Manson besluit daarom Kimba te vervangen door een marionet, kolonel Bobi. Bobi is niet al te snugger en zal Manson in ruil voor wat "zakgeld" graag een goedkope mijnbouwconcessie geven voor het platina.
Manson huurt Shannon, zelf net terug uit de Biafra-oorlog, in om de klus te klaren voor 100.000 pond plus 10.000 pond voor Shannon zelf. Shannon stelt zijn team samen: de Duitse ex-smokkelaar Kurt Semmler, de Zuid-Afrikaanse artillerie-expert Jan Dupree, de Belgische bazookaspecialist “Kleine” Marc Vlaminck, en de Corsicaanse messenspecialist Jean-Baptiste Langarotti.
Simon Endean en Martin Thorpe spannen het financiële en vennootschappelijk net dat er voor moet zorgen dat de operatie gefinancierd wordt en dat Manson's bedrijf uiteindelijk op een niet al te opvallende manier de begunstigde wordt van de mijnconcessie. Dit gebeurt door via stromannen de aandelen van een slapende vennootschap te kopen die zich vervolgens met de hele operatie bezig zal houden, en waarin Manson indirect een "golden share" (aandeel met speciale zeggenschap) houdt.
Shannon en zijn team kopen inmiddels wapens in Joegoslavië in, en munitie in Spanje. Vervolgens varen ze naar Sierra Leone waar zes Afrikaanse huurlingen aan boord gaan, plus een doctor, dr. Okoye. De Russen krijgen inmiddels lucht van het feit dat Zangaro platina bezit, en sturen KGB-bewakers om president Kimba te bewaken.
De coup zelf is vergeleken bij de voorbereidingen relatief simpel: de huurlingen bestormen het presidentieel paleis, vermoorden de lijfwacht en KGB-ers, en ten slotte Jean Kimba zelf. Simon Endean arriveert met kolonel Bobi, om deze tot nieuwe president te laten beëdigen. Shannon en zijn team vermoorden echter zowel Bobi als diens lijfwacht.
Shannon stelt de stomverbaasde Endean voor aan de nieuwe president: Dr. Okoye. Okoye is een van de 20.000 immigranten die jarenlang in Zangaro werkten en door de regering als oud vuil behandeld werden. Hij zal niet een van de twee stammen van Zangaro bevoordelen zoals Kimba deed en Bobi ongetwijfeld ook zou doen. Okoye zal een "eerlijke" president zijn, en is voor het land veruit het beste alternatief. Endean is furieus maar heeft zich bij de situatie neer te leggen. Als Manson zijn platina wil, zal hij er een eerlijke marktprijs voor moeten betalen.
Shannon weet dat hij door zijn longkanker nog maar een paar maanden te leven heeft en loopt het oerwoud in om te sterven zoals een huurling dat betaamt: met een kogel in de keel.